# Night on Earth (musikalbum)
Night on Earth är ett album av Tom Waits som släpptes 1992. Det är soundtrack till filmen Night on Earth som är skriven och regisserad av Jim Jarmusch.

## Låtlista
Samtliga låtar skrivna av Tom Waits, där annat inte anges.
1. "Back in the Good Old World" (Tom Waits/Kathleen Brennan) – 2:30
2. "Los Angeles Mood" – 2:35
3. "Los Angeles Theme" – 4:28
4. "New York Theme" – 4:03
5. "New York Mood" – 2:38
6. "Baby I'm Not a Baby Anymore" – 1:58
7. "Good Old World (Waltz)" – 2:46
8. "Carnival" – 3:05
9. "On the Other Side of the World" (Tom Waits/Kathleen Brennan) – 5:19
10. "Good Old World (Gypsy Instrumental)" – 2:19
11. "Paris Mood" – 2:38
12. "Dragging a Dead Priest" – 4:00
13. "Helsinki Mood" – 4:10
14. "Carnival Bob's Confession" – 2:17
15. "Good Old World (Waltz)" (Tom Waits/Kathleen Brennan) – 3:56
16. "On the Other Side of the World (Instrumental)" – 3:59